# Gerry Weil
Gerhard Weilheim, mais conhecido como Gerry Weil (Viena, 11 de agosto de 1939 – Caracas, 16 de novembro de 2024), foi um músico de jazz venezuelano nascido na Áustria. Em 2009, Weil recebeu do governo austríaco a Condecoração de Mérito em Ouro por Serviços Prestados à República da Áustria.  Weil morreu no dia 16 de novembro de 2024, aos 86 anos.

## Discografia
- 1969: El Quinteto De Jazz
- 1971: The Message
- 1984: Jazz en Caracas
- 1989: Autana/Montaña Mágica
- 1993: Volao
- 1999: Profundo
- 2005: Free Play & Love Songs
- 2006: Empatia
- 2006: Navijazz
- 2009: Tepuy

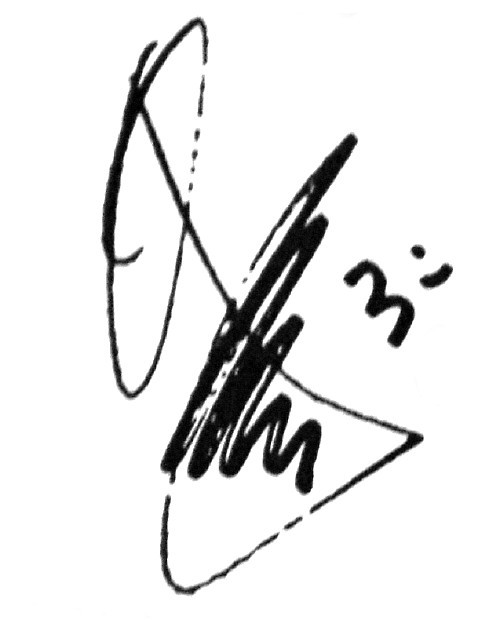
Assinatura de Gerry Weil

- 2020: Kosmic Flow (80 Years Young)
- 2020: Sabana Grande

## Links externos
- Discografia de Gerry Weil